# 沧源口岸
沧源口岸是中华人民共和国的国家二类陆路口岸，位于云南省临沧市沧源佤族自治县，是临沧边境经济合作区的组成部分。沧源县共有147.083公里的国境线，西部、南部与缅甸掸邦佤邦接壤。沧源口岸于1980年开辟，1996年被列为二类口岸，共有3条主要通道。

## 通道
- 永和通道：开通于1980年，位于勐董镇永和社区上和村，距县城15公里，与缅甸佤邦自治区管理的绍帕口岸对接，距勐冒县绍帕2公里，是沧源口岸三个通道中人员、车辆和货物流量最大的通道。[3][4]

- 班老通道：开通于1982年，位于班老乡新寨，距县城96公里，与缅甸佤邦南邓特区接壤，是南邓金厂矿山的矿石、矿产品进入中国的主要通道，距金厂矿部3公里，境内外均为土路，货物通行季节主要为10月至次年5月的旱季，雨季货物无法通行。[3]

- 达董通道：开通于1980年，位于勐董镇勐董办事处达董7社，距县城13公里，距缅甸佤邦勐冒县绍帕区10公里，境内外路面均为土路，可供人员及小型车辆通行，货物不通行。[3]

此外还有芒卡、南腊、上戛戛、单甲等通道。:679

## 资料来源
1. ↑  国家口岸管理办公室; 中国口岸协会. . 北京: 中国海关出版社. 2016-12. ISBN 978-7-5175-0180-0.
2. 1 2  国家口岸管理办公室; 中国口岸协会. . 北京: 中国海关出版社. 2017-12. ISBN 978-7-5175-0240-1.
3. 1 2 3 4  . www2.customs.gov.cn. 中华人民共和国沧源海关.   [2017-10-22]. （原始内容存档于2018-02-01）.
4. ↑  . www.lcmdbhq.com. 临沧边境经济合作区. 2014-11-27  [2017-10-22].
5. ↑  沧源佤族自治县地方志编撰委员会. . 昆明: 云南民族出版社. 1998年12月. ISBN 7-5367-1498-X.